# 中国2010年上海世界博览会利比亚馆

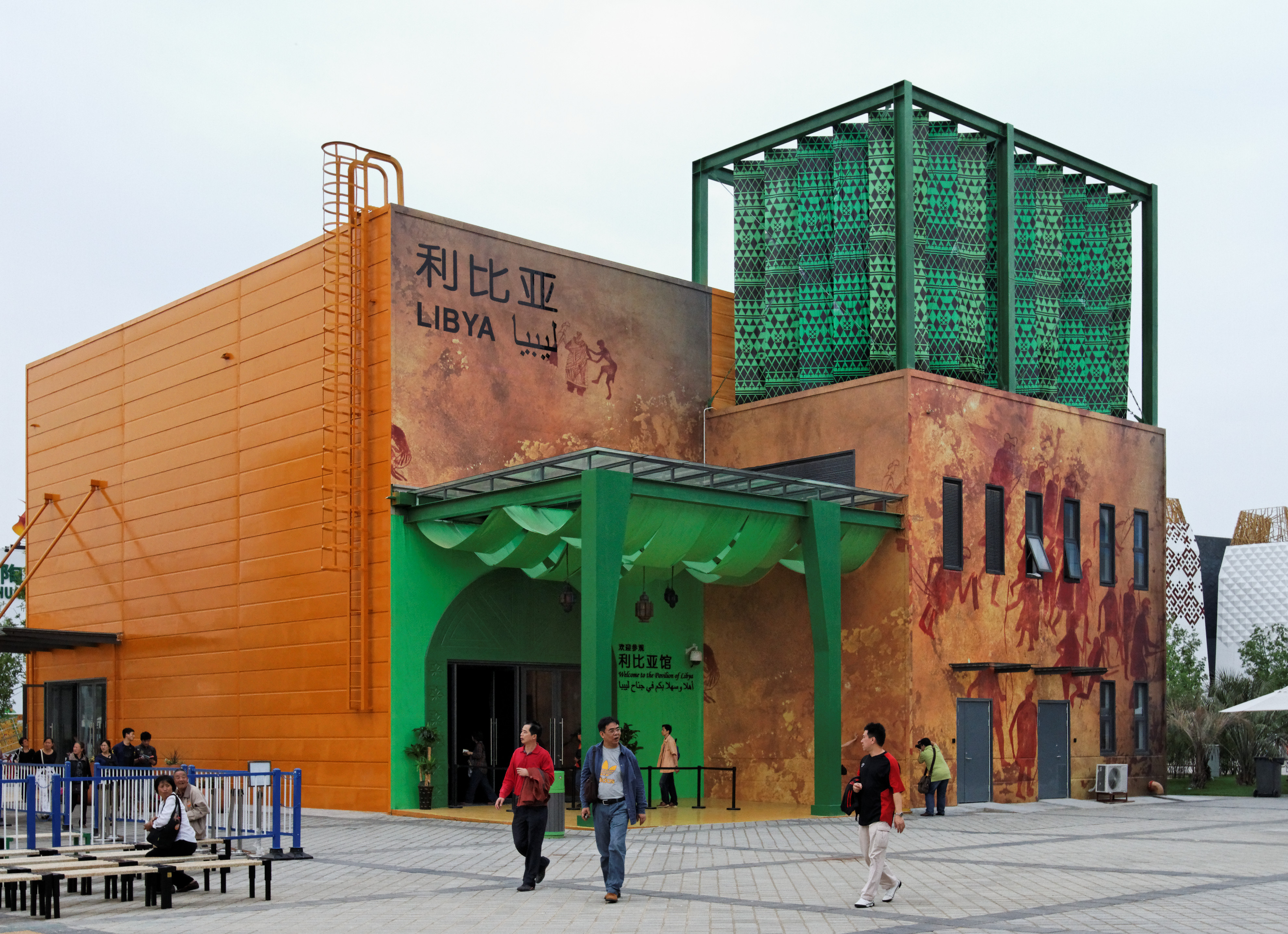
利比亚馆

中国2010年上海世界博览会利比亚馆，简称利比亚馆（英文：Libya Pavilion at Expo 2010），是中国2010年上海世界博览会代表利比亚的展馆，位于世博园区C片区。其展馆的国家馆日为9月29日。该展馆馆内展示內容新颖，具有极佳的视觉效应，可以深入了解利比亚丰厚的历史传承及城市建设的进程。